# Ho sognato l'amore
Ho sognato l'amore (In My Dreams) è un film per la televisione del 2014 diretto da Kenny Leon.

## Trama
Natalie e Nick vivono le loro vite normali. Lei lavora nel ristorante di famiglia, mentre lui è un architetto. Sono entrambi soli e insoddisfatti. Quando buttano un penny nella fontana locale ed esprimono il desiderio di incontrare il compagno di vita ideale, iniziano a sognarsi a vicenda e, nel sogno, si innamorano. Secondo la leggenda della fontana, hanno esattamente una settimana per trasformare il sogno in realtà.

## Personaggi
- Katharine McPhee: Natalie Russo, una donna che si concentra con tutto il suo tempo e le sue energie nel mantenere aperto il ristorante italiano della sua famiglia
- Mike Vogel: Nick Smith, designer/architetto di ponti che cerca di andare avanti da una disastrosa relazione e con frustrazioni lavorative
- JoBeth Williams: Charlotte Smith, mamma ben intenzionalmente intromissiva di Nick determinata a trovare la sua compagna perfetta
- Joe Massingill: Joe, collega e migliore amico di Nick
- Rachel Skarsten: Jessa, la ex di Nick
- Antonio Cupo: Mario, lo chef italiano del ristorante di Natalie
- Jessalyn Wanlim: Sharla, collega e migliore amica di Natalie